# مین‌گذار لپانتو
مین‌گذار لپانتو (به انگلیسی: Italian minelayer Lepanto) یک کشتی بود. این کشتی در سال ۱۹۲۷ ساخته شد.